# Балахлинский, Закария Рамазан оглы
Закария Рамазан оглы Балахлинский (азерб. Zəkəriyyə Ramazan oğlu Balaxlinski; авар. Балахсазул Закари) или Захар Романович Балахинский (азерб. Zaxar Roman oğlu Balaxinski; 7 июня 1898, Юхары Тала, Закатальский округ — 3 июля 1938, Баку) — советский партийный и государственный деятель, участник борьбы за советскую власть на Северном Кавказе.

## Детство
Родился 7 июня 1898 года в селении Тала Закатальского округа, в семье наиба Закаталы, Балакена и Гаха — Рамазана Ага Балахиниского. Его отец был известен в Закатале как потомок переселенцев из аварского селения Балахани Унцукульского района Дагестана, чем и объясняется происхождение фамилии Балахинский.
В 1914 году уехал в Баку, где работал слесарем на механическом заводе.

## Партийная деятельность
В марте 1917 года вступил в РСДРП(б) и вёл активную подпольную работу среди бакинского пролетариата.
В мае 1919 года направлен в родной Закатальский округ, где развернул кипучую агитационно-пропагандистскую деятельность среди крестьян. К середине 1919 года в Кахском, Белоканском и Алиабадском участках Закатальского округа под его руководством были созданы партийные ячейки. На подпольной Закатальской партийной конференции был избран 1-м председателем окружного комитета партии большевиков.
В сентябре 1920 года отправлен на учёбу в Коммунистический университет трудящихся Востока, где учился до мая 1921 года.
По возвращении с учёбы работал ответственным секретарём Закатальского уездного комитета КП(б) Азербайджана, был первым редактором газеты «Закатала». Работал председателем бакинского Совета народного хозяйства, заместителем, а потом председателем ВСНХ Азербайджанской ССР, заместителем наркома РКИ ЗСФСР, наркомом лёгкой промышленности Азербайджанской ССР, наркомом местной промышленности Азербайджанской ССР (на момент ареста). Неоднократно избирался делегатом партийных и советских съездов Азербайджана и Закавказья[прояснить].

## Арест и расстрел
Арестован 8 декабря 1937 года в Баку по месту жительства (ул. Мясникова, д.4), осуждён 3 июля 1938 года выездной сессией Военной коллегии Верховного суда СССР, расстрелян 3 июля 1938 года (приговор приведён в исполнение в г. Баку). 8 декабря 1956 года реабилитирован (посмертно). 